# Reiden
Reiden és un municipi del cantó de Lucerna (Suïssa), situat al districte de Willisau.